# Ношпіц
Ношпіц (нім. Nospitz) — гора в Ліхтенштейні, висотою — 2 091 м. Ця гора належить до гірського масиву Ретікон в Східних Альпах.
Гора розташована в південно-східній частині Ліхтенштейну. На південний схід від столиці країни — Вадуца, в її підніжжі розкинулася комуна-община Трізенберг і головний гірськолижний курорт країни в селі Мальбун.